# Fjærangen
Fjærangen er en fjordarm af Foldafjorden i Nærøy kommune i Trøndelag fylke i Norge. Fjordengår 4,5 kilometer mod sydøst til Fjærangsetran i bunden af fjorden. Fjorden har indløb mellem Bremneset i nordøst og Sminesneset i sydvest. Ved Smineset krydser fylkesvej 769 fjorden over Gardsøya og Hestøya, som ligger ved indgangen til fjorden. Vejen går mod nordøst til Lund som ligger lige nord for fjorden. Fjorden har to dele. En del går mod øst til Breivika, mens den anden går mod sydøst til Fjærangsetran som Sørfjorden.